# 瑶圩乡
瑶圩乡，是中华人民共和国江西省抚州市东乡区下辖的一个乡镇级行政单位。

## 行政区划
瑶圩乡下辖以下地区：
瑶圩村、文溪村、河渡村、吴塘村、锁山村、马岭村和畜牧场洪家村。